# Умаров, Ильхом Алимович
Ильхом Алимович Умаров — советский хозяйственный, государственный и политический деятель.

## Биография
Родился в 1928 году в Ходженте. Член КПСС с 1957 года.
С 1953 года — на хозяйственной, общественной и политической работе. В 1953—1985 гг. — главный агроном Кировской МТС Узбекской ССР, заведующий орготделом исполкома Ленинабадского облсовета депутатов трудящихся, инструктор сельскохозяйственного отдела ЦК КП Таджикистана, заместитель заведующего сельхозотдела Ленинабадского обкома КП Таджикистана, заведующий отделом, председатель комитета партгосконтроля по Худжандскому производственному колхозно-совхозному управлению, председатель Худжандского районного Комитета партгосконтроля, начальник производственного управления сельского хозяйства Худжандского района, заместитель министра пищевой промышленности Таджикской ССР, начальник Ленинабадского облуправления сельского хозяйства, первый секретарь Ходжентского райкома КП Таджикистана, главный госинспектор Ленинабадской облинспекции по закупкам и качеству сельхозпродуктов.
Избирался депутатом Верховного Совета Таджикской ССР 9-10-го созывов.
Жил в Таджикистане.